# Артиг пре Бордо
Артиг пре Бордо (фр. Artigues-près-Bordeaux) насеље је и општина у југозападној Француској у региону Аквитанија, у департману Жиронда која припада префектури Бордо.
По подацима из 2011. године у општини је живело 7.290 становника, а густина насељености је износила 990,49 становника/km². Општина се простире на површини од 7,36 km². Налази се на средњој надморској висини од 63 метара (максималној 81 m, а минималној 30 m).

## Демографија
| 1962. | 1968. | 1975. | 1982. | 1990. | 1999. | 2011. |
| ----- | ----- | ----- | ----- | ----- | ----- | ----- |
| 775   | 966   | 1.499 | 2.723 | 5.530 | 5.984 | 7.290 |

График промене броја становника у току последњих година